# استافان هالشتام
استافان هالشتام (سوئدی: Staffan Hallerstam؛ زادهٔ ۲۱ مهٔ ۱۹۵۷) بازیگر و صداپیشه اهل سوئد است.
از فیلم‌ها یا مجموعه‌های تلویزیونی که وی در آن نقش داشته‌است، می‌توان به پی‌پی جوراب‌بلند و مادربزرگ و پروردگارمان اشاره کرد.